# Rudolf Stammler

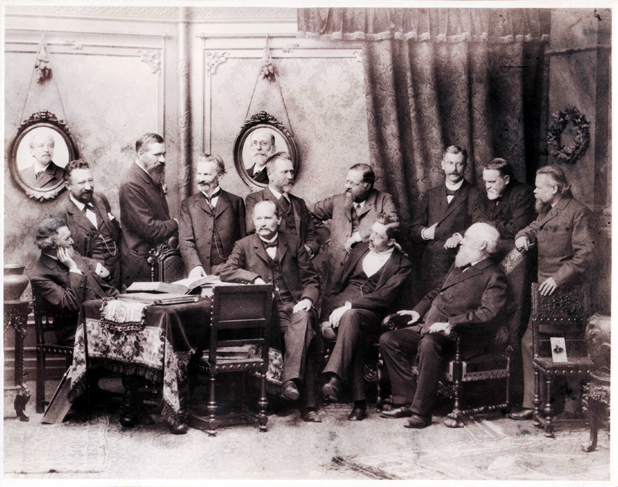
De pie, de izquierda a derecha: Georg Wissowa, Eduard Meyer, Alois Riehl, Johannes Conrad, Carl Robert, Rudolf Stammler, Emil Kautzsch, Max Reischle.
Sentados, de izquierda a derecha: Erich Haupt, Edgar Loening, Friedrich Loofs, Wilhelm Dittenberger. Retratos en la pared: Benno Erdmann, Richard Pischel. Retrato en la silla: Hermann Schmidt.

Karl Eduard Julius Theodor Rudolf Stammler, más conocido como Rudolf Stammler (y en países hispanos también conocido como Rodolfo Stammler), (Alsfeld, Gran ducado de Hessen y del Rin, 19 de febrero de 1856 -  Wernigerode, Tercer Reich, 25 de abril de 1938) fue un jurista y profesor; uno de los principales filósofos del derecho alemanes, de la escuela neokantiana.

## Biografía
Stammler estudió Derecho en Giessen y en Leipzig. En 1877, escribió su tesis doctoral sobre la doctrina del estado de emergencia en el derecho penal. En 1880 obtuvo el título de profesor de Derecho romano. Entre 1882 y 1884 fue profesor asociado en Marburg y entre 1884 y 1885 en Giessen. De 1885 a 1916 fue profesor en Halle an der Saale. En 1913 fundó Zeitschrift für Rechtsphilosophie (Revista de Filosofía del Derecho) y, de 1916 a 1923, ejerció de profesor en Berlín.
Durante el nacionalsocialismo, fue miembro del Anillo de la libertad alemán del Partido Nazi en  Wernigerode y del Comité de Filosofía Jurídica, fundado por el Ministerio de Justicia del Reich en la Academia de Derecho alemana.
Rudolf Stammler fue el padre del germanista e historiador del arte Wolfgang Stammler y del filósofo Gerhard Stammler, y entre sus discípulos estuvo el jurista y pedagogo de la Institución Libre de Enseñanza José Castillejo, secretario de la JAE.

## Pensamiento
Fue el fundador de la Filosofía del Derecho neokantiana en Alemania, a la que pertenecieron también Gustav Radbruch (1878–1949) y Hans Kelsen (1881–1973). Aplica al Derecho el dualismo materia/forma: la materia sería el contenido del Derecho, variable y cambiante según la época histórica y el lugar; la forma sería el Derecho Natural, principios inmutables y eternos. Esta doctrina es conocida como «Derecho natural de contenido variable».
También distingue entre el concepto del Derecho y la idea del Derecho. En palabras del profesor Fernando de los Ríos:
"El concepto expresa, según Stammler, la unidad incondicionada, incambiable, en que no aparece determinado contenido alguno, esto es, nada limitado, una forma para el orden del querer humano, resultado de un orden de realidad, atendiendo al cual es definible aquel como el "querer que une de una manera soberana, imperiosa e inviolable". La idea, en cambio, es ya una dirección y significa, "lo que antes se designaba (escribe Stammler) como fin último"; indica la dirección de una conformidad con la ley de la voluntad, es decir, está saturada de espíritu moral.
Stammler se negó a creer la tesis socialista de que el derecho emanara de las circunstancias económicas. Distinguió el concepto puramente formal del derecho del ideal, la realización de la justicia. Consideró que, en lugar de simplemente reaccionar y ajustar la ley a las presiones económicas, la ley debería ser dirigida deliberadamente hacia el ideal actual. Durante su periodo creativo en Halle, fue uno de los principales impulsores del movimiento de reforma de la enseñanza del derecho en la Universidad. Las ideas de Stammler sobre cuestiones de educación jurídica se referían principalmente a la mejora de la educación jurídica desde el interior, es decir, la educación jurídica se debe basar en los principios de la Ciencia de la Educación generalmente aceptados, para mejorar la educación jurídica. Los esfuerzos de Stammler fueron asumidos y profundizados por Paul Krückmann.

## Obras
- Die Behandlung des Römischen Rechts in dem juristischen Studium nach Einführung des Deutschen Reichs-Civilgesetzbuches. Akademische Antrittsrede. Mohr, Freiburg 1885.
- Praktische Pandektenübung für Anfänger. Veit, Leipzig 1893.
- Theorie des Anarchismus (La teoría del anarquismo). Pequeño escrito, Berlín, 1894.
- Theorie der Rechtswissenschaft. Scientia, Aalen 1970. Neudruck der 2. Auflage Halle 1923.
- Lehrbuch der Rechtsphilosophie. de Gruyter, Berlín 1970. 3. verm. Auflage. Unveränderter photomechanischer Nachdruck: de Gruyter, Berlín, Leipzig 1928.
- Die Lehre von dem richtigen Rechte. Wissenschaftliche Buchgesellschaft, Darmstadt 1964. Unveränderter reprografischer Nachdruck der neubearbeiteten Auflage: Halle (Saale) 1926.

### En español
- Economía y Derecho en la concepción histórica materialista, 1896.
- Teoría del Derecho justo,  1902.
- Tratado de Filosofía del Derecho, 1925.- Una edición de 2008, editada por Editorial Reus S.A., de 575 páginas.
- El juez, 1925.